# Pavlína Čuprová
Pavlína Čuprová (* 20. června 1990 Vyškov) je česká reprezentantka v sedmičkovém a patnáctkovém ragby. 
V roce 2023 vybojovala s českou reprezentací Ragby VII třetí místo na Evropských hrách v Krakově.